# Gerhard Krüger (Trabrennfahrer)

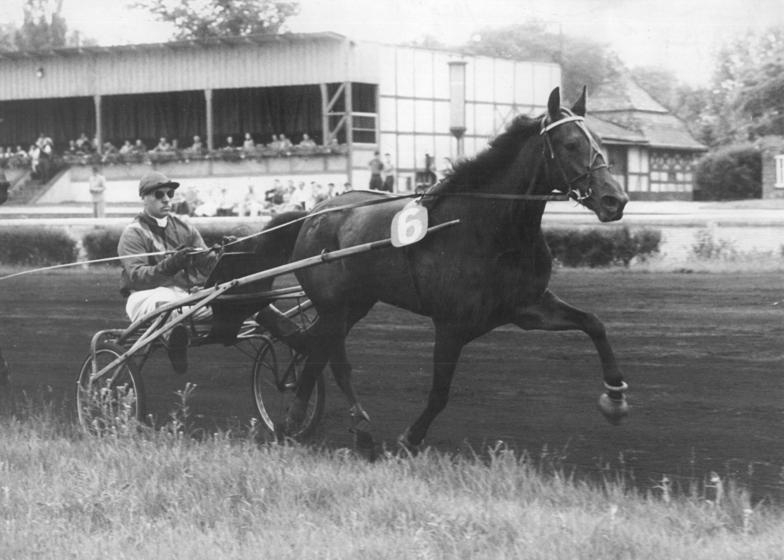
Gerhard Krüger gewinnt beim Pfingsttrabrennen in Berlin-Karlshorst am 9. Juni 1957

Gerhard Krüger (* 5. März 1925 in Berlin; † 29. April 2017 ebenda) war ein deutscher Trabrennfahrer.

## Leben
Die Karriere von Gerhard Krüger begann 1939 mit der Lehre bei Bonny Schuller, die er 1943 bei Kurt Schön beendete. Am 6. Juli 1940 gewann Gerhard Krüger sein erstes Rennen.
Nach der Lehre wurde er zur Wehrmacht eingezogen und im Zweiten Weltkrieg wiederholt verletzt. Nach Kriegsende eroberte er 1949, mit 24 Jahren, mit 114 Siegen seine erste goldene Kappe. In den nächsten Jahren folgten sieben weitere Meistertitel als Berufsfahrer sowie fünf Titel als Trainer. Gerhard Krügers erfolgreichstes Jahr war 1958, als er 273 Sulkyerfolge erzielte.
Im Jahr 1961 ging Krüger, bedingt durch den Bau der Berliner Mauer ins Ausland, zuerst nach Paris, dann in die USA, wo er 1962 in New York den Transoceanic Trot gewann.
Im Jahr 1964 ging Krüger zu einem italienischen Rennstall und gewann in den Folgejahren zahlreiche Rennen in Italien.
Nachdem er jahrelang für einen italienischen Rennstall tätig gewesen war, baute er sich nahe Rom eine eigene Pferde- und Rinderzucht auf. Seinen größten Zuchterfolg hatte er dabei mit dem 1989 geborenen Hengst Omsk, der (umgerechnet) über eine Million Euro an Preisgeldern einbrachte.
Mit insgesamt 4088 Siegen als Fahrer wird Gerhard Krüger in der Bestenliste der Traberzucht e. V. als erfolgreichster Sportler geführt – wobei die Gesamtzahl seiner Siege deutlich höher ist, da er einen Großteil seiner Karriere im Ausland bestritt.
Im Jahr 2010 kehrte Krüger wieder nach Berlin zurück. Er war verheiratet mit Sibylle. Sein Sohn Steve wurde ebenfalls professioneller Sulkyfahrer. Krüger verstarb am 29. April 2017 in Berlin-Tempelhof im Wenckebach-Krankenhaus.